# L'altro posto
L'altro posto (titolo originale Rörelsen) è un romanzo horror del 2015 dello scrittore svedese John Ajvide Lindqvist.
La prima edizione italiana del romanzo è stata pubblicata nel 2018 da Marsilio Editore.

## Trama
Il romanzo, sotto forma di autobiografia, inizia alla fine del 1985 quando un diciannovenne John Lindqvist lascia la casa della madre nel sobborgo di Blackeberg a Stoccolma, per trasferirsi in una casa in centro col sogno di diventare un mago famoso. Nel suo nuovo appartamento strani fenomeni iniziano a manifestarsi, una strana voce telefona ripetutamente il ragazzo chiedendo di un certo Sigge, i vicini sembrano accomunati da un patto segreto e il ritornello di una nota canzone sembra fluire dalle pareti che segnano il confine fra l'edificio in cui abita e il tunnel di Brunkeberg.
Il fatto più sconcertante sembra però essere una sostanza nera e gelatinosa che penetra dal soffitto della lavaderia e che si rivelerà essere una porta verso un'altra dimensione. 
John inizierà così a viaggiare nell'altra dimensione scoprendo i suoi desideri inconfessabili e i drammi che affliggono i suoi vicini di casa. Il tutto mentre la Svezia festeggia la vittoria alle elezioni dei socialdemocratici di Olof Palme, che proprio nei pressi del tunnel di Brunkeberg troverà la morte per mano ancora oggi ignota, il primo marzo dell'anno successivo.

## Collegamenti ad altre opere
Il sobborgo di Blackeberg dove l'autore inizialmente vive con la madre, sarà utilizzato dall'autore come ambientazione del suo primo romanzo. L'altra dimensione in cui John entra, che l'autore chiama "l'altro posto", è la stessa in cui entrano i protagonisti del romanzo Musica dalla spiaggia del paradiso.

## Edizioni
- John Ajvide Lindqvist, L'altro posto, traduzione di Alessandro Bassini, Marsilio Editori, 2018,  p. 314, ISBN 978-88-317-2935-2.